# Petalium werneri
Petalium werneri är en skalbaggsart som beskrevs av Ford 1973. Petalium werneri ingår i släktet Petalium och familjen trägnagare. Inga underarter finns listade i Catalogue of Life.